# Terminal Reality
 (juin 2019).
Si vous disposez d'ouvrages ou d'articles de référence ou si vous connaissez des sites web de qualité traitant du thème abordé ici, merci de compléter l'article en donnant les références utiles à sa vérifiabilité et en les liant à la section « Notes et références ».
Terminal Reality (souvent abrégé TRI) est une société américaine de développement de jeux vidéo basée à Lewisville, au Texas. Le studio est fondé en octobre 1994 par Mark Randek un ex-employé de Microsoft, ainsi que par l'ex-directeur général de Mallard Software, Brett Combs. Terminal Reality a développé une multitude de jeux, notamment des jeux de course (4x4 Evo 2), des jeux d'action en 3D (BloodRayne, The Walking Dead: Survival Instinct...)

## Jeux développés
| Année | Titre                                            | Plates-formes                                                     |
| ----- | ------------------------------------------------ | ----------------------------------------------------------------- |
| 1995  | Terminal Velocity                                | DOS, Windows                                                      |
| 1995  | Fury3 (en)                                       | Windows                                                           |
| 1995  | F! Zone (en)                                     | Windows                                                           |
| 1996  | Hellbender                                       | Windows                                                           |
| 1996  | Monster Truck Madness                            | Windows                                                           |
| 1997  | CART Precision Racing                            | Windows                                                           |
| 1998  | Monster Truck Madness 2                          | Windows                                                           |
| 1999  | Fly!                                             | Macintosh, Windows                                                |
| 1999  | Nocturne                                         | Windows                                                           |
| 2000  | Wilco's 737 for Fly!                             | Windows                                                           |
| 2000  | Blair Witch Volume I: Rustin Parr (en)           | Windows                                                           |
| 2000  | 4x4 Evolution                                    | Dreamcast, Macintosh, PlayStation 2, Windows                      |
| 2001  | Fly! 2K                                          | Windows                                                           |
| 2001  | Fly! II                                          | Macintosh, Windows                                                |
| 2001  | 4x4 Evo 2                                        | GameCube, PlayStation 2, Windows, Xbox                            |
| 2002  | BloodRayne                                       | GameCube, Macintosh, PlayStation 2, Windows, Xbox                 |
| 2003  | RoadKill (en)                                    | GameCube, PlayStation 2, Xbox                                     |
| 2003  | BlowOut                                          | GameCube, PlayStation 2, Windows, Xbox                            |
| 2004  | BloodRayne 2                                     | PlayStation 2, Windows, Xbox                                      |
| 2005  | Æon Flux                                         | PlayStation 2, Xbox                                               |
| 2006  | The King of Fighters Collection: The Orochi Saga | PlayStation 2, PlayStation Portable, Wii                          |
| 2006  | Spy Hunter: Nowhere to Run                       | PlayStation 2, Xbox                                               |
| 2006  | Metal Slug Anthology                             | PlayStation 2, PlayStation Portable, Wii                          |
| 2008  | SNK Arcade Classics Vol. 1 (en)                  | PlayStation 2, PlayStation Portable, Wii                          |
| 2009  | SOS Fantômes, le jeu vidéo                       | Nintendo DS, PlayStation 2, PlayStation 3, Wii, Windows, Xbox 360 |
| 2012  | Kinect Star Wars                                 | Xbox 360                                                          |
| 2013  | The Walking Dead: Survival Instinct              | Windows, PlayStation 3, Xbox 360, Wii U                           |